# Агафонов Валерій Олексійович
Валерій Олексійович Агафонов (нар. 1948) — радянський і партійний діяч, секретар Миколаївського обкому КПУ, голова Первомайського міськвиконкому, 1-й секретар Первомайського міського комітету КПУ Миколаївської області.

## Життєпис
Освіта вища. Член КПРС.
На 1985 рік — 2-й секретар Первомайського міського комітету КПУ Миколаївської області.
На 1986—1987 роки — голова виконавчого комітету Первомайської міської ради народних депутатів Миколаївської області.
На 1988—1989 роки — 1-й секретар Первомайського міського комітету КПУ Миколаївської області.
У 1989—1991 роках — секретар Миколаївського обласного комітету КПУ.
З 1990-х років — директор Миколаївської міської громадської організації роботодавців морської індустрії. З 2002 по 6 грудня 2006 року — генеральний директор державного підприємства «Суднобудівний завод імені 61 комунара» в місті Миколаєві. Потім очолював ТОВ «Західпостач».

## Нагороди
- ордени
- медалі